# Андерссон, Мелина
Мелина Андерссон (швед. Melina Andersson; род. 27 июля 1999) — шведская гребчиха на байдарках, призёр чемпионатов мира и Европы. Участница летних Олимпийских игр 2024 года.

## Карьера
В 2023 году на взрослом чемпионате мира, который прошёл в Дуйсбурге, Мелина завоевала бронзовую медаль на дистанции 5000 метров в байдарках-одиночках.
В 2024 году на чемпионате Европы в Сегеде шведская гребчиха завоевала три награды. Дважды становилась серебряным призёром на дистанции 5000 метров в одиночках и 1000 метров в двойках, а также завоевала бронзовую медаль на дистанции 1000 метров в одиночках.
В Париже, на летних Олимпийских играх, которые состоялись в августе 2024 года, Мелина выступила в заездах на байдарках-одиночках на дистанции 500 метров. Она смогла квалифицироваться в финал В и заняла итоговое двенадцатое место.
В Самарканде, на чемпионате мира 2024 года, который состоялся сразу же после Олимпийских игр, Мелина в байдарках-одиночках на дистанции 1000 метров завоевала бронзовую медаль.
В 2025 году на чемпионате Европы в Рачице в байдарках-одиночках на дистанции 1000 метров завоевала серебряную медаль. На дистанции 5000 метров завоевала бронзовую медаль. 